# Tây Tựu
Tây Tựu là một phường nằm ở phía Tây thành phố Hà Nội, Việt Nam.

## Vị trí địa lý
Phường Tây Tựu có vị trí địa lý:
- Phía Bắc giáp phường Thượng Cát với ranh giới là đường Tây Thăng Long
- Phía Tây giáp xã Hoài Đức và xã Ô Diên
- Phía Nam giáp phường Xuân Phương với ranh giới là đường Cầu Diễn
- Phía Đông giáp phường Phú Diễn và phường Đông Ngạc

## Lịch sử
Địa bàn phường Tây Tựu ngày nay tương ứng với tổng Tây Đam có từ thế kỉ 18 - 19, ban đầu tổng thuộc huyện Từ Liêm, phủ Quốc Oai, tỉnh Sơn Tây. Đến năm 1831 thuộc phủ Hoài Đức, tỉnh Hà Nội (đến năm 1902 đổi thành tỉnh Hà Đông). Sau khi bỏ cấp tổng phủ gọi chung là xã huyện vào năm 1945, xã Tây Tựu được thành lập trên cơ sở tách làng Tây Đam (sau đổi thành Tây Tựu) của tổng Tây Đam.
Ban đầu, xã Tây Tựu thuộc huyện Đan Phượng, tỉnh Hà Đông. Đến năm 1961, xã Tây Tựu sáp nhập vào huyện Từ Liêm, thành phố Hà Nội. Đến ngày 27 tháng 12 năm 2013, phường Tây Tựu được thành lập trên cơ sở xã Tây Tựu và một phần xã Xuân Phương thuộc quận Bắc Từ Liêm mới thành lập.
Ngày 16 tháng 6 năm 2025, Ủy ban Thường vụ Quốc hội ban hành Nghị quyết số 1656/NQ-UBTVQH15 trong đó về việc sắp xếp toàn bộ diện tích tự nhiên, quy mô dân số của các phường Minh Khai, Tây Tựu (quận Bắc Từ Liêm cũ), một phần của xã Kim Chung (huyện Hoài Đức cũ) thành phường mới có tên gọi là phường Tây Tựu.